# Бонче
Бонче (на македонска литературна норма: Бонче) е село в южната част на Северна Македония, община Прилеп.

## География
Селото е разположено в прохода, разделящ Селечката планина от планината Дрен.

## История
В землището на Бонче в местността Спаница има находки от елинистическата и късноантичната епоха, в местността Старо Бонче – елинистически и римски некропол, южно от селото са открити гробове, в които са намерени монети от Александър Велики, както и римски бронзови монети, в местността Църквище (Црквиште) има селище от елинистическата и римската епоха.
В XIX век Бонче е българско село в Прилепската кааза на Османската империя. В „Етнография на вилаетите Адрианопол, Монастир и Салоника“, издадена в Константинопол в 1878 година и отразяваща статистиката на населението от 1873 година, Бонче (Bontché) е посочено като село с 55 домакинства и 248 жители българи и 9 цигани.
Според статистиката на Васил Кънчов („Македония. Етнография и статистика“) от 1900 година Бонче има 350 жители, всички българи християни.
На Етнографската карта на Битолския вилает на Картографския институт в София от 1901 година Бонче е чисто българско село в Прилепската каза на Битолския санджак с 30 къщи.
В началото на XX век българското население на селото е под върховенството на Българската екзархия. По данни на секретаря на екзархията Димитър Мишев („La Macédoine et sa Population Chrétienne“) през 1905 година в Бонче има 240 българи екзархисти.
При избухването на Балканската война двама души от Бонче са доброволци в Македоно-одринското опълчение.
Според преброяването от 2002 година селото има 45 жители, всички северномакедонци.

## Личности
Родени в Бонче
- Стефан Велянов, македоно-одрински опълченец, 23-годишен, 4 рота на 4 битолска дружина, ранен, орден „За храброст“ IV степен [8]
- Константин (Костадин, Коста) Я. Пачеджиев (1865 – ?), български протестантски пастор, роден на 18 януари 1865 г. Учи в Евангелското училище в Самоков, през 1894 година завършва като бакалавър на изкуствата колежа „Алегени“, в 1894/1895 година учи в Методистката теологическа семинария „Дрю“,[9] през 1898 година е в Теологичната семинария Обърн, Ню Йорк.[10] На 17 юли 1898 година пристига в Бургас и проповядва там до края на живота си; неговата сестра Йордана се жени за колегата му Николай Велчев.[9] В 1903 година е и кореспондент на „Ройтер“ в Бургас.[11]

По произход от Бонче
- Георги Пачеджиев (1916 – 2005), български футболист и треньор